# Luis Alberto Rodríguez López-Calleja
Luis Alberto Rodríguez López-Calleja (19 de enero de 1960-1 de julio de 2022) fue un militar, empresario y político cubano. Fue el jefe de la empresa estatal cubana G.A.E.S.A., y había sido descrito como una de las personas más poderosas de Cuba. Miembro clave del Comité Central del Partido Comunista de Cuba, una vez estuvo casado con la hija de Raúl Castro, Débora Castro. Calleja falleció el 1 de julio de 2022, debido a un infarto agudo de miocardio.

## Biografía
Luis Alberto Rodríguez López-Calleja nació el 19 de enero de 1960 en Santa Clara. Era hijo del general Guillermo Rodríguez del Pozo (1929-2016), compañero de los hermanos Castro durante la Revolución cubana. La biografía del general de división Luis Alberto Rodríguez López-Calleja es poco conocida, ya que raramente es citado en los medios de comunicación cubanos y en pocas ocasiones ha sido fotografiado.
En 2011, Luis Alberto Rodríguez López-Calleja, entonces coronel, ingresó al Comité Central del Partido Comunista de Cuba. Luis Alberto Rodríguez López-Calleja encabezó el brazo financiero de las Fuerzas Armadas Revolucionarias de Cuba, conocido como G.A.E.S.A. Este conglomerado de empresas públicas controla hoteles, fábricas, tiendas, una línea aérea, empresas de telecomunicaciones, y la zona especial de desarrollo Mariel (ZED Mariel).
En septiembre de 2020, las autoridades estadounidenses decidieron aplicar sanciones contra Luis Alberto Rodríguez López-Calleja, como director del conglomerado empresarial G.A.E.S.A. Según el Secretario de Estado de los Estados Unidos, Mike Pompeo: “Los ingresos generados por las actividades económicas de G.A.E.S.A., se utilizan para oprimir al pueblo cubano y financiar la dominación colonial de Cuba sobre Venezuela”.
Durante el VIII Congreso del Partido Comunista de Cuba, que se desarrolló del 16 al 19 de abril de 2021, Luis Alberto Rodríguez López-Calleja, se incorporó al Buró Político del Partido Comunista de Cuba, la máxima autoridad del Partido, integrado por 14 miembros.
Luis Alberto Rodríguez López-Calleja falleció el 1 de julio de 2022, oficialmente por insuficiencia cardíaca, extraoficialmente por cáncer de pulmón.
En la década de 1990, Luis Alberto Rodríguez López-Calleja se casó con Débora Castro Espín, la hija mayor de Raúl Castro Ruz. Licenciada en ingeniería química, es madre de sus dos hijos: Vilma Rodríguez Castro y Raúl Guillermo Rodríguez Castro. Este último está a cargo de la célula de protección personal de su abuelo Raúl Castro. Tras su divorcio de Débora Castro, Rodríguez López-Calleja mantuvo buenas relaciones con su ex-suegro Raúl Castro Ruz.
Su hermano, Guillermo Faustino Rodríguez López-Calleja, está vinculado a unas 20 compañías offshore o sociedades mercantiles oscuras, registradas en países como Suiza y Luxemburgo, con el fin de burlar las sanciones del embargo norteamericano que sanciona a empresas y países que mantienen relaciones económicas con el régimen cubano.